# Żyła towarzysząca nerwowi podjęzykowemu

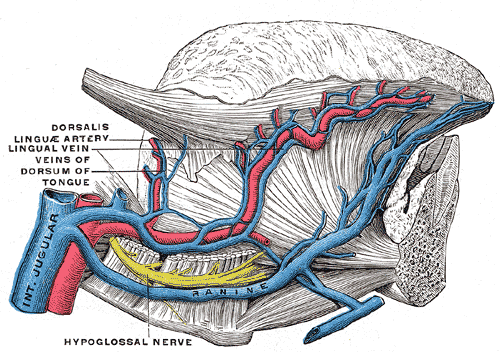
Naczynia i nerwy języka. Żyła towarzysząca nerwowi podjęzykowemu podpisana ranine.

Żyła towarzysząca nerwowi podjęzykowemu (łac. vena comitans nervi hypoglossi) – w anatomii człowieka żyła odprowadzająca krew z podjęzykowej części dna jamy ustnej. Powstaje na wierzchołku języka, nosząc tu nazwę żyły podjęzykowej (vena sublingualis) i przechodzi z bocznej strony wędzidełka języka. Następnie wspólnie z nerwem podjęzykowym, biegnącym nad jej górnym brzegiem, krzyżuje boczną stronę mięśnia gnykowo-językowego, pod ślinianką podjęzykową. Wpada do żyły językowej, będąc jej największym dopływem. Tworzy zespolenie z żyłą podbródkową poprzez gałąź przebijającą mięsień żuchwowo-gnykowy. Są w niej obecne zastawki. Jest widoczna przy wędzidełku języka, przeświecając niebieskawo przez błonę śluzową.